# Арренотокія

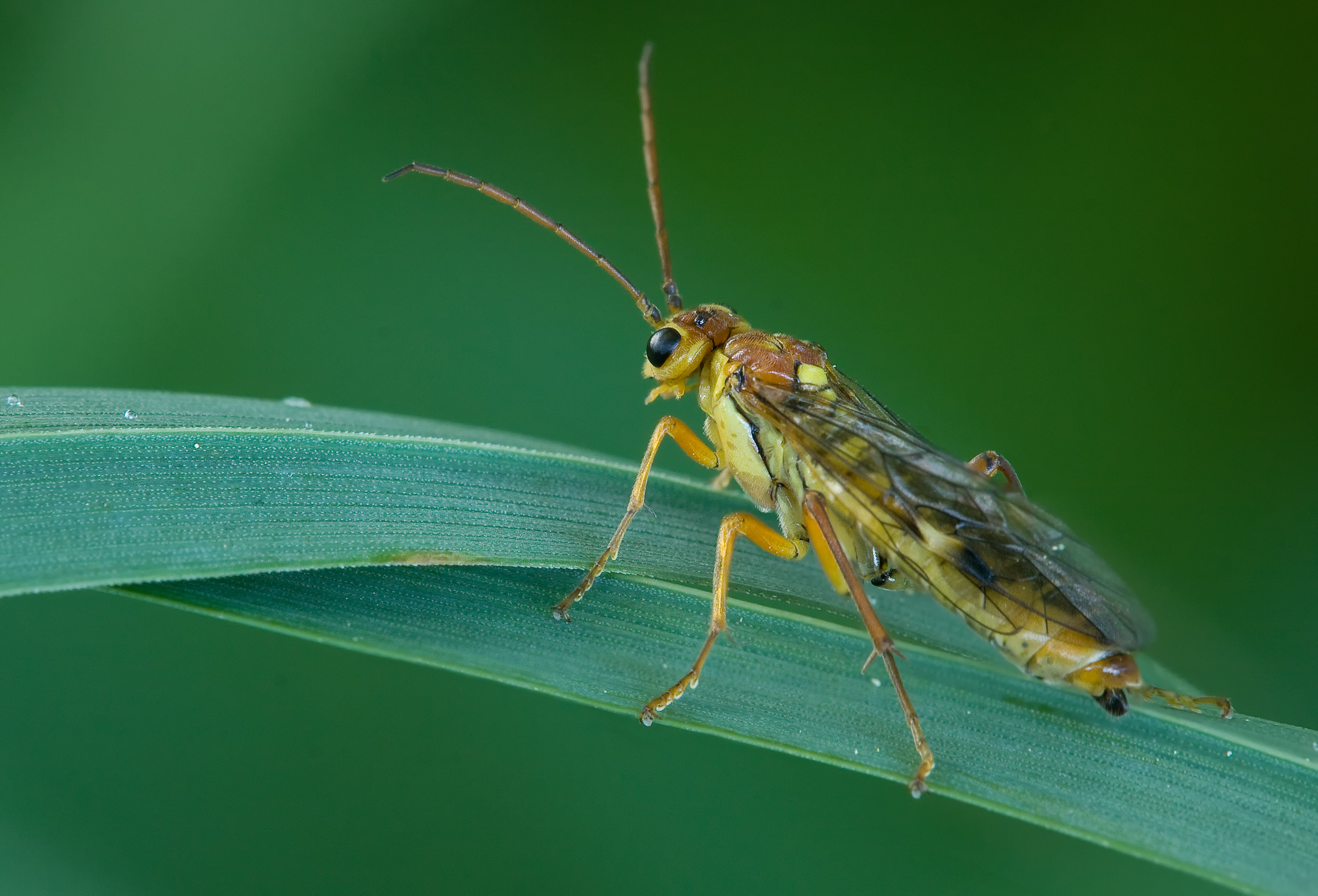
Самиця Tenthredopsis sordida

Арренотокія, або арренотокний партеногенез (від дав.-гр. ἄρρην «чоловічий» і  τόκος «потомство») — спосіб незайманного розмноження  комах, при якому з незапліднених яєць шляхом партеногенеза розвиваються виключно самці.
Дане явище зустрічається у  бджіл, деяких  ос (Vespidae) і пильщиків родини Tenthredinidae. Найбільш докладно арренотокія досліджена на прикладі  медоносної бджоли — (Apis mellifera).